# Tarantella ca nun va 'bbona
Tarantella ca nun va 'bbona è il quinto album del gruppo musicale italiano Nuova Compagnia di Canto Popolare, pubblicato dalla casa discografica EMI nel 1975.

## Tracce

### Lato A
1. Alla montemaranese
2. Si te credisse
3. La santa allegrezza
4. Moresca d'Orlando
5. Tu sai che la cornacchia

### Lato B
1. Trapenarella
2. Rancio e mosca
3. Ué femmene femmene
  1. Fronne
  2. Tammurriata
  3. Tarantella

## Formazione
- Eugenio Bennato - voce, violino, chitarra battente, plettri, fisarmonica
- Fausta Vetere - voce, chitarra, mandoloncello
- Patrizio Trampetti - voce, chitarra, mandola, sistro
- Roberto De Simone - tammorra, cori
- Peppe Barra - voce, castagnette
- Giovanni Mauriello - voce, tamburo a frizione
- Nunzio Areni - strumenti a fiato